# برایتنو، اتریش
برایتنو (به آلمانی: Breitenau) یک منطقهٔ مسکونی در اتریش است که در ناحیه نوین‌کیرشن واقع شده‌است. برایتنو ۱٬۲۲۸ نفر جمعیت دارد.